# Хоммонаи, Тамаш
Тамаш Хоммонаи (венг. Homonnay Tamás; 2 января 1926, Будапешт — 30 мая 2013, Монро) — венгерский легкоатлет, выступавший в прыжках с шестом. Участник летних Олимпийских игр 1952 года.

## Биография
Тамаш Хоммонаи родился 2 января 1926 года в венгерском городе Будапешт.
Выступал в легкоатлетических соревнованиях за будапештский «Вашаш».
В 1952 году вошёл в состав сборной Венгрии на летних Олимпийских играх в Хельсинки. В прыжках с шестом поделил 11-12-е места с Леннартом Линдом из Швеции, показав результат 4,10 метра и уступив 45 сантиметров завоевавшему золото Бобу Ричардсу из США.
В 1954 году стал одним из героев венгерского документального фильма «Спортсмены» («Atlétáink»).
Умер 30 мая 2013 года в американском городе Монро в штате Коннектикут.

## Личный рекорд
- Прыжки с шестом — 4,35 (1955)[1]